# Плещеев, Дмитрий Григорьевич
Дми́трий Григо́рьевич Плеще́ев — окольничий, воевода в Полоцке, Коломне, Пскове и др.

## Биография
В 1555 году он полковой воевода на Шведском рубеже с городецкими татарскими князьями и мурзами. На дорогу к рубежу, из Москвы до Великого Новгорода, а также на питание людей и лошадей Плещееву выделено 400 рублей, что, по тем временам, составляло весьма значительную сумму. В царской грамоте, посланной новгородским дьякам, было велено выдать из новгородский казны Плещееву и городецким татарам на дорогу до Шведского рубежа и обратно до Москвы сколько «будет надобеть».
В 1556 году в Ливонском походе Плещеев был приставом в передовом полку у царевича Тохтамыша. В 1559 году был головой в большом, а затем в передовом полках.
Получив чин окольничего, в 1562 году, был назначен для раздачи дворов в Можайске.
В 1564 году назначен полковым воеводой в Полоцке, а затем воеводой в сторожевом полку и велено ему было идти из Дорогобужа в Смоленск и там остаться.
В 1565—1570 годах — воевода, сначала в Коломне, затем в Пскове, Москве и вновь в Коломне, а также в Рязани и в Полоцке.
В 1571 году участвовал в поручной записи за бояр, которые ручались за князя Ивана Фёдоровича Мстиславского, а в случае побега князя Мстиславского в чужестранное государство и несостоятельности поручителей уплатить в казну 20 тысяч рублей, они обязывались вместо них уплатить по расчёту, сколько на кого было положено — на долю Плещеева назначено было 150 рублей.
Судя по завещанию, Плещеев был человеком набожным, честным, добрым и обладал немалым состоянием.